# بابا لنگ‌دراز (فیلم ۱۹۱۹)
بابا لنگ‌دراز (انگلیسی: Daddy-Long-Legs) فیلمی در ژانر کمدی-درام به کارگردانی آلفرد گرین است که در سال ۱۹۱۹ منتشر شد. از بازیگران آن می‌توان به مری پیکفورد، جوآن مارش، میلا دَوِنپورت، فرد هانتلی و وسلی بری اشاره کرد.